# Міжнародна школа

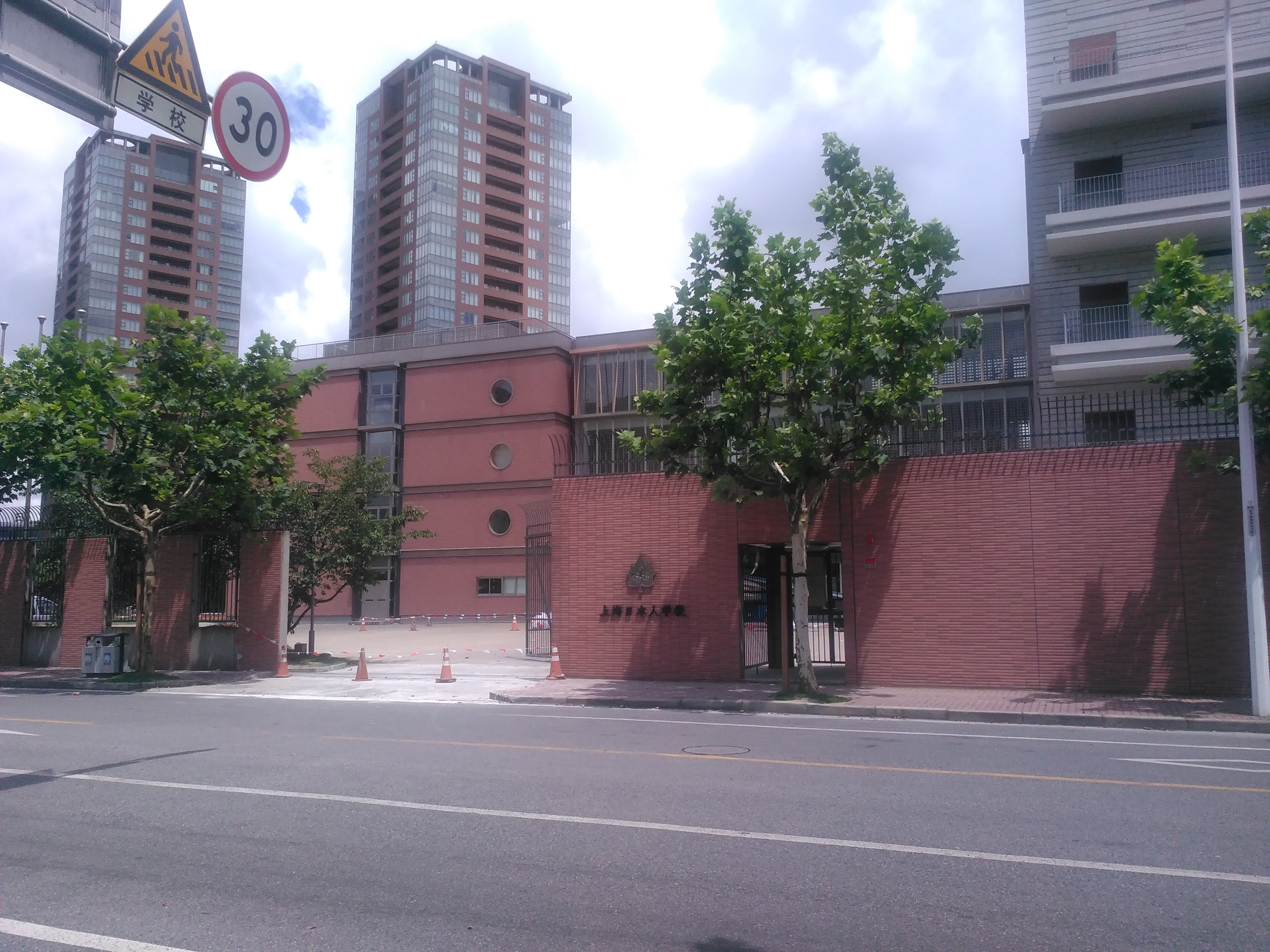
Shanghai Japanese School (Пудунський кампус)

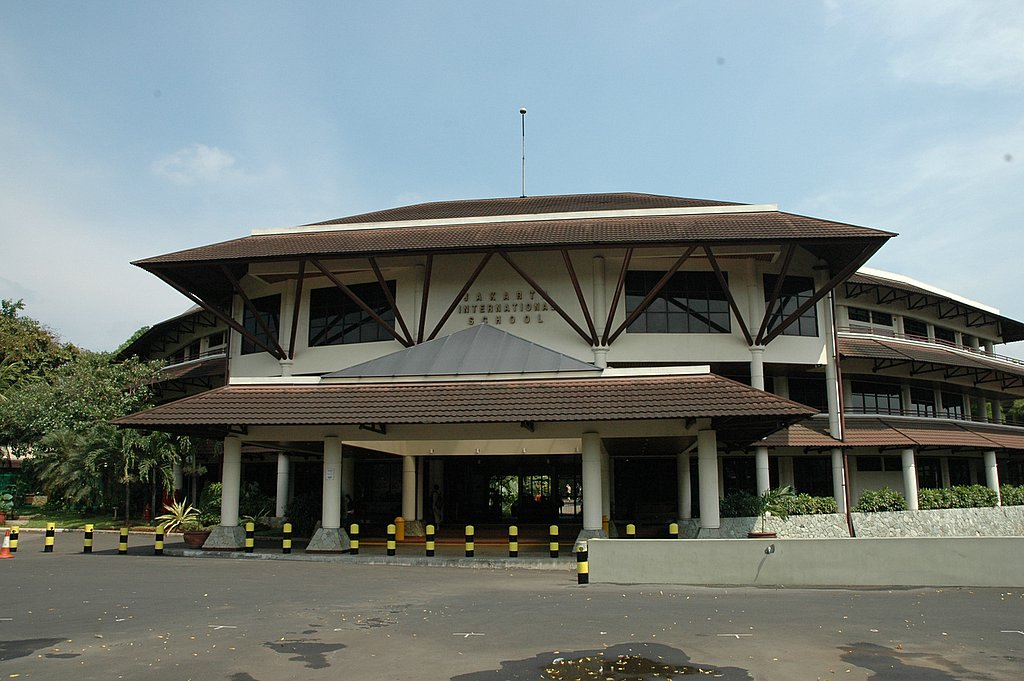
Jakarta Intercultural School (Джакарта)

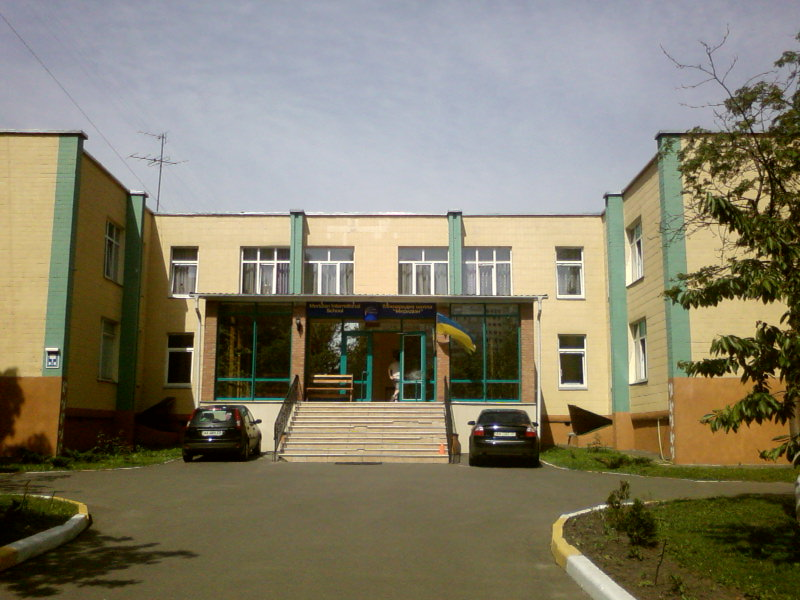
Міжнародна школа «Меридіан» (Київ)

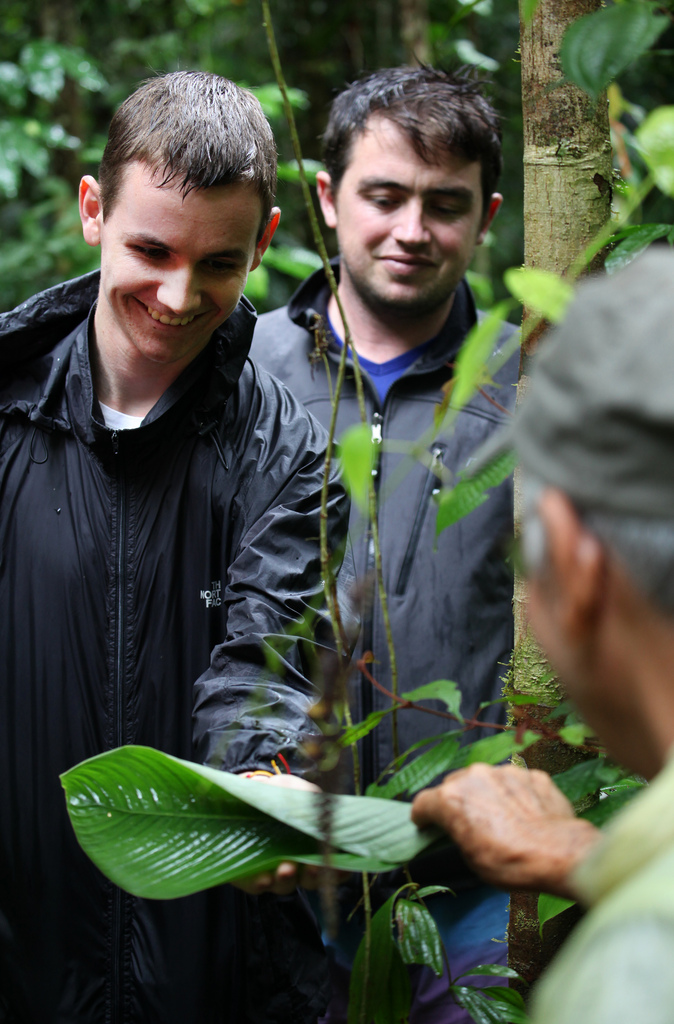
Учні THINK Global School на уроці біології у дощових лісах Амазонки

Міжнародна школа — навчальний заклад, який надає середню освіту та сприяє розвитку міжнародної освіти в міжнародному освітньому середовищі і надає своїм випускникам можливості легко інтегруватися у навчальні заклади або у суспільства інших держав, інших регіонів світу та/або інших світових культур за рахунок:
- отримання знань, умінь і навичок на рівні загальноприйнятих у світі навчальних програм та на рівні їх вимог;
- знань про суспільні відносини, технологічний рівень розвитку, звичаї та культуру інших регіонів світу;
- знань та розуміння глобальних, міжнародних та регіональних проблем;
- досвіду та вмінь орієнтуватися і ефективно знаходити, аналізувати та оцінювати доступну інформацію із різних джерел;
- знань декількох іноземних мов і уміння вільно спілкуватися;
- прищепленої і вихованої внутрішньої потреби поважати, шанувати інші народи та їх культури, співпереживати і турбуватися їхніми проблемами.

Такі завдання міжнародних шкіл досягаються шляхом:
- прийняття навчальних програм тих держав, в які планується інтегрування випускників чи учнів, наприклад, у разі їх переїзду;

або:
- прийняття загальновідомих та апробованих міжнародних навчальних програм і планів як, наприклад, International Baccalaureate (укр. Міжнародний бакалаврат), Edexcel[en] (укр. Найвищий рівень освіти), Cambridge International Examinations (укр. Кембриджська міжнародна система оцінювання) та ін.;

або:
- розроблення і прийняття міжнародної національної навчальної програми, що враховує вищенаведені аспекти, і, як правило, відрізняється від національних навчальних програм за місцем розташування міжнародної школи.

Для можливості світового визнання такі школи проходять процедури акредитації та/або авторизації різними авторитетними міжнародними органами, як наприклад, Рада міжнародних шкіл, International Baccalaureate, Північно-східна Accrediting Commission for Schools, Western Association of Schools and Colleges та ін.
Зазвичай, такі школи відкривають для учнів, батьки яких не є громадянами держави проживання чи перебування, наприклад, діти зарубіжних дипломатів, співробітників посольств, працівників підприємств міжнародного бізнесу, міжнародних організацій чи місій або місіонерських програм тощо. Разом із тим, у таких школах також навчаються місцеві учні для того, щоб вивчити та опанувати іноземні мови, здобути знання на рівні міжнародних навчальних програм і міжнародних вимог та отримати кваліфікаційний рівень і свідоцтва про отриманий освітній рівень, які надають можливість отримати роботу чи здобути вищу освіту у навчальних закладах інших країн. Окрім цього, вони створюють доброзичливу атмосферу і сприяють адаптації учнів-іноземців.
Першу міжнародну школу було відкрито у Женеві для дітей працівників Ліги Націй та Міжнародної організації праці 17 вересня 1924 зусиллями керівництва цих установ та видатних педагогів Адольфа Фер'єра і Елізабет Роттен. На той час у школі навчалось вісім учнів.
Джоанн МакПайк у 2010 році започаткувала унікальну глобальну «мандрівну» міжнародну школу-інтернат для учнів старших класів THINK Global School, яка протягом навчального року переїжджає принаймні до чотирьох різних країн світу. Протягом трьох років навчання учні школи встигають повчитися у дванадцяти міжнародних школах світу. Особливістю школи є те, що для навчання використовуються не тільки навчальні класи чи аудиторії приймаючої сторони, а і, в першу чергу, історичні та географічні місця, музеї, храми та святині, природне середовище, включаючи і підводний світ тієї країни, яка їх приймає. Перший навчальний семестр розпочався у Швеції. На той час у школі навчалось 15 учнів з 11-ти країн.

## Основні особливості міжнародних шкіл
На конференції в Італії у 2009 році Міжнародна асоціація шкільного бібліотекознавства запропонувала перелік критеріїв для опису міжнародних шкіл, у тому числі:
1. Неперервність процесу здобуття освіти у разі зміни школи у системі міжнародних шкіл (трансферентність процесу навчання та його результатів);
2. Плинність і змінність учнівського контингенту, яка суттєво вища, ніж у державних чи загальноосвітніх школах;
3. Багатонаціональність та багатомовність учнівського контингенту;
4. Міжнародний навчальний план;
5. Міжнародна акредитація;
6. Плинність кадрів і багатонаціональність викладацького персоналу;
7. Відсутність відбору під час прийому та зарахування учнів;
8. Зазвичай, англійська або французька мова навчання, а також, зобов'язання приймати принаймні одну додаткову мову.

## Навчальні програми
Значна частина міжнародних шкіл представляє якусь конкретну країну, як наприклад, «Shanghai Japanese School» (укр. Японська школа в Шанхаї), «The British School of Milan» (укр. Британська школа в Мілані), «The British International School in the Ukraine» (укр. Британська міжнародна школа в Україні), «Deutsche Schule Kiew» (укр. «Німецька школа в Києві»), «Российско-украинская гуманитарная гимназия» (укр. Російсько-українська гуманітарна гімназія) та ін. Такі школи зазвичай застосовують навчальні програми тих країн чи регіонів, які вони представляють. У цих випадках свідоцтва про отриманий освітній рівень чи документи про стан засвоєння навчальної програми визнаються як у тій державі, яку дана школа представляє, так і у державі, на території якої така школа розташована.
Разом із тим, є такі школи, які не представляють конкретних країн, а є дійсно «інтернаціональними». У таких школах застосовують визнані у світовому співтоваристві міжнародні навчальні програми. Найбільш загальновизнаними і поширеними є програми «IB World School» (укр. «Світова школа міжнародного бакалаврату»). Загалом, у системі міжнародного бакалаврату пропонуються чотири програми:
- «Primary Years Programme»;
- «Middle Years Programme»;
- «Diploma Programme»;
- «Career-related Programme», які розвивають інтелектуальні, особистісні, емоційні та соціальні навички, необхідні для того, щоб жити, вчитися і працювати у сучасному суспільстві, яке швидко глобалізується. Як і у будь-якій із освітніх програм, передбачається вивчення словесності, математики, природничих і гуманітарних наук, інформаційних технологій і технологій проектування, а також, фізичної підготовки.[6]

Навчання за цими чи за іншими загальновизнаними програмами дозволяє отримати свідоцтво про здобутий освітній рівень, яке приймається і визнається не тільки у одній конкретній державі, а у світовому співтоваристві.
Кожна школа, яка хоче мати статус міжнародної, та пропонувати своїм учням будь-яку із вищенаведених програм, повинна отримати на це право від розробника і власника програм — некомерційного освітнього фонду «International Baccalaureate®» чи від іншої установи — у разі обрання інших загальноприйнятих міжнародних освітніх програм від інших розробників.

## Міжнародні школи в Україні
В Україні створені, функціонують та мають статус «міжнародних» наступні школи:
- Міжнародні школи:
  - Pechersk School International;[8]
  - Meridian International School;[9]
  - Zoloche International School (початкова та загальна середня освіта)[10]
  - Початкова школа Острівець (початкова)[11]
- Міжнародні школи за державами:
  -  Франція: Lycée Anne de Kiev;[12]
  -  Франція: École française privée d'Odessa;[13]
  -  Франція: École Française Internationale;[14]
  -  Велика Британія: British International School:[15]
    - Кампус на Печерську (Київ);
    - Кампус на Нивках (середня школа) (Київ);
    - Кампус на Нивках (початкова школа) (Київ);
    - Кампус у Дніпрі;

  -  США: Kyiv International School;[16]
  -  Німеччина: Deutsche Schule Kiew;[17]
  -  Росія: Российско-украинская гуманитарная гимназия;[18]
- Спеціалізовані школи:
  -  США: Kiev Christian Academy.[19]

## Міжнародні українські школи
Громадяни України, які тимчасово або постійно проживають за кордоном, мають можливість здобути початкову, базову та повну загальну середню освіту згідно з Державними стандартами загальної середньої освіти України в Міжнародній українській школі.
Громадяни інших країн, які мають бажання здобути освіту українського зразка, можуть реалізувати його в Міжнародній українській школі або у мережі закордонних українських навчальних закладів, що створені і фінансуються, здебільшого, за рахунок батьків та/або українських громад діаспори, та які співпрацюють із Міжнародною українською школою. Окрім цього вивчити українську мову та літературу та оцінити рівень отриманих знань можна у мережі міжнародних шкіл із вивченням української мови.
Бажаючі вивчити мову або долучитися чи познайомитися із українською літературою, культурою, традиціями, звичаями, мають можливість зробити це через мережу українських навчальних закладів за межами України.